# Berry Smit
Berry Smit (Volendam, 8 juli 1973) is een Nederlandse voormalig zaalvoetballer, voetballer en huidig voetbalcoach. Smit speelde doorgaans als verdediger. Hij speelde zijn hele professionele carrière bij FC Volendam.

## Clubcarrière
Smit begon in de jeugd bij RKAV Volendam. Van 1991 tot 1994 speelde hij in de zaterdagselectie en daarna tot 1998 speelde hij in het eerste zondagelftal. Aansluitend speelde hij één seizoen bij ZPC in Amsterdam. Op zondag 26 september 1999 maakte Smit zijn debuut in het betaalde voetbal bij FC Volendam, toen onder leiding van Andries Jonker en later Henk Wisman. In de wedstrijd tegen BV Veendam verving Smit in de rust Klaas Vriend en speelde de tweede helft centraal achterin. De wedstrijd eindigde uiteindelijk in een gelijkspel, 1-1. Smit speelde tot en met 2001 uiteindelijk 23 wedstrijden in het eerste elftal van FC Volendam. Hij keerde vervolgens terug naar de zaterdagselectie van RKAV Volendam waarmee hij promoveerde naar het hoogste amateurniveau. Smit sloot zijn veldvoetbal carrière af bij RKAV Volendam zaterdag. 
Smit combineerde het veldvoetbal met het zaalvoetbal. Hij speelde onder meer bij Schoonmaakbedrijf Succes, Kras Boys en FC Hilversum.

## Interlandcarrière
Smit speelde tevens in het Nederlands Zaalvoetbal A-team. Hij kwam acht keer uit voor het Nederlands Zaalvoetbal A-team, waarmee hij deel nam aan diverse grote toernooien waaronder in Brazilië, Singapore en Spanje. 

## Trainerscarrière
Van 1994 tot 2006 was Smit jeugdtrainer bij het jeugdplan van FC Volendam. Van 2006 tot 2011 was hij coach van de zaterdagselectie van RKAV Volendam. Per 1 juli 2011 was Smit als assistent verbonden aan de technische staf van FC Volendam, waar hij ook Jong FC Volendam onder zijn hoede had, dat met ingang van het seizoen 2016/17 uitkwam in de Derde Divisie. In 2012 was hij samen met Johan Steur tijdelijk hoofdcoach na het ontslag van Gert Kruys. Met ingang van het seizoen 2014/15 werd Smit aangesteld als hoofdtrainer van de zondagafdeling van RKAV Volendam. Tijdens de nacompetitie van het seizoen 2016/17 was Smit wederom samen met Steur tijdelijk hoofdcoach, na het vertrek van Robert Molenaar. Per 1 december 2017 stapte hij uit zijn functie om zich te richten op zijn maatschappelijke carrière. Eerder had hij echter wel in februari 2017 zijn contract bij RKAV Volendam tot medio 2018 verlengd.
In de zomer van 2019 verliet hij de zondagtak van RKAV Volendam om samen met Johan Plat Jong FC Volendam te gaan leiden, uitkomend in de Tweede divisie. In het seizoen 2020/21 was Smit trainer van V.V. IJsselmeervogels. Medio 2022 keerde Smit terug bij RKAV Volendam, waarmee hij in 2024 kampioen werd van de Derde divisie.

## Erelijst
Met  RKAV Volendam Zaterdag
| Competitie                                         | Jaren |
| -------------------------------------------------- | ----- |
| Zaterdag Eerste klasse (Nederlands amateurvoetbal) | 2008  |
| Derde divisie                                      | 2024  |

Met  RKAV Volendam Zondag
| Competitie                                         | Jaren |
| -------------------------------------------------- | ----- |
| Zondag Vierde klasse E (Nederlands amateurvoetbal) | 2016  |